# Gran Ducado de Cracovia
El Gran Ducado de Cracovia (en alemán: Großherzogtum Krakau, en polaco: Wielkie Księstwo Krakowskie) fue creado tras la incorporación de la Ciudad Libre de Cracovia a Austria el 16 de noviembre de 1846. El título de Gran Duque de Cracovia fue también parte del título oficial del emperador de Austria entre 1846 y 1918.
La Ciudad Libre, un remanente del Ducado de Varsovia, se había convertido en un protectorado, a pesar de su funcionamiento independiente, como resultado del Congreso de Viena (1815). Tras este Congreso quedó bajo la influencia trilateral de Prusia, Austria y Rusia, hasta que tras el fracaso del alzamiento de Cracovia, fue anexada al Imperio austríaco.
Al mismo tiempo, el nombre oficial de la entidad administrativa austríaca que contenía aproximadamente Galicia, y algunas áreas de Polonia al este, fue modificado por el de Reino de Galicia y Lodomeria, y Gran Ducado de Cracovia con los Ducados de Auschwitz y Zator.
Estas entidades (Reino de Galicia y Lodomeria, Cracovia, Ducado de Auschwitz, y Ducado de Zator) fueron formalmente separadas; cada una era listada separadamente en el título del emperador de Austria, y tenían su propio escudo de armas y bandera. Sin embargo, para propósitos administrativos formaban una única provincia.
El Ducado tenía su propio gobierno local, una Comisión Gubernativa (en polaco: Komisja Gubernialna).